# 迪法大区
迪法大区（法語：Région de Diffa）是尼日爾的一個大区，位於該國東南部。東鄰查德，西鄰奈及利亞，約巴河在南界流入查德湖。面積140,216平方公里，2001年人口346,595人。首府迪法。

## 行政区划
迪法大区下分3省。
- 迪法省
- 马伊内索罗阿省
- 恩吉格米省

1. ↑  Annuaire statistique du Niger
2. ↑  . hdi.globaldatalab.org.   [2018-09-13] （英语）.